# Эстернберг
Эстернберг (нем. Esternberg) — коммуна (нем. Gemeinde) в Австрии, в федеральной земле Верхняя Австрия.
Входит в состав округа Шердинг. Население составляет 2817 человек (на 31 декабря 2005 года). Занимает площадь 40 км². Официальный код — 41409.

## Политическая ситуация

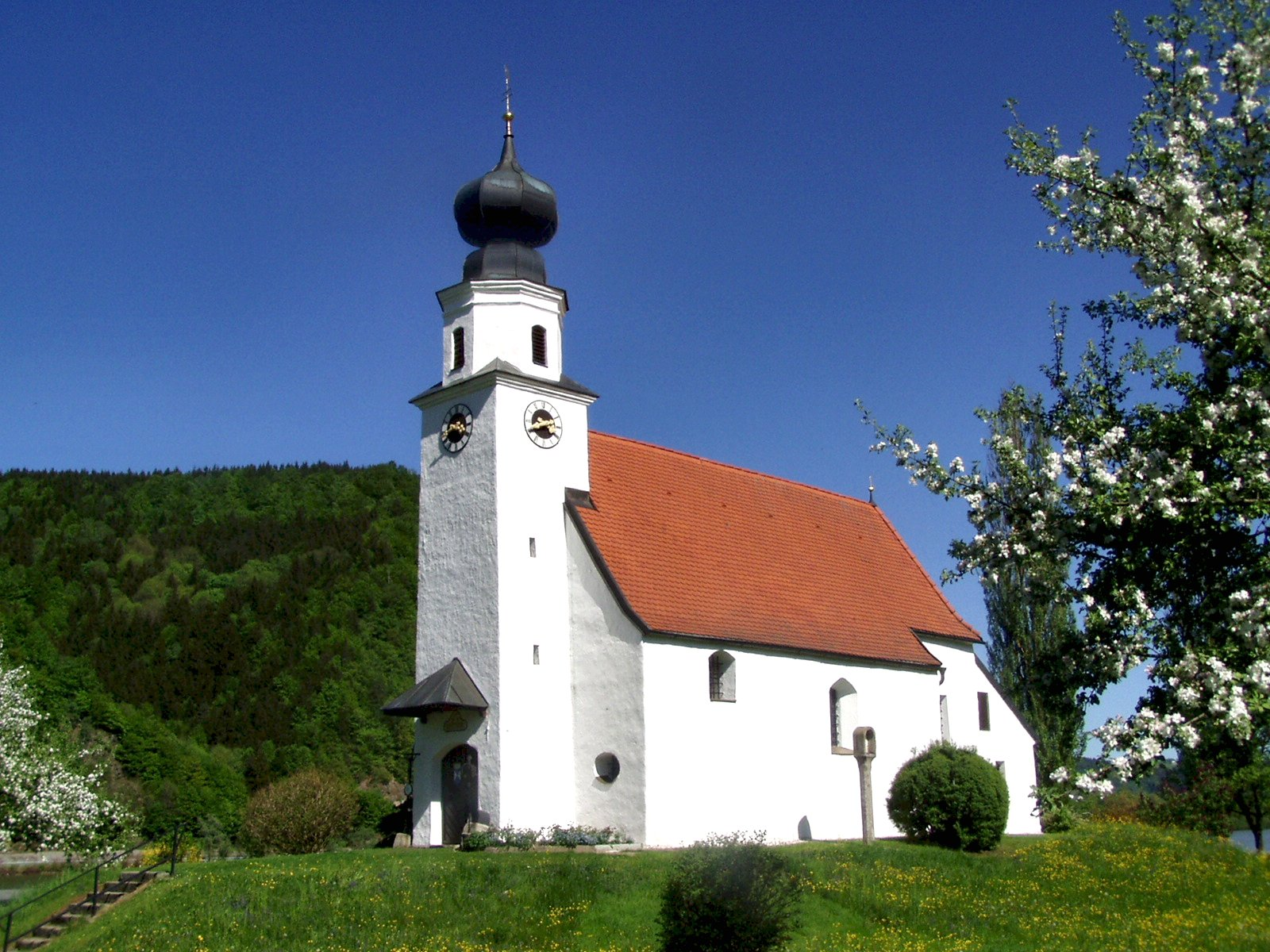
Эстернберг

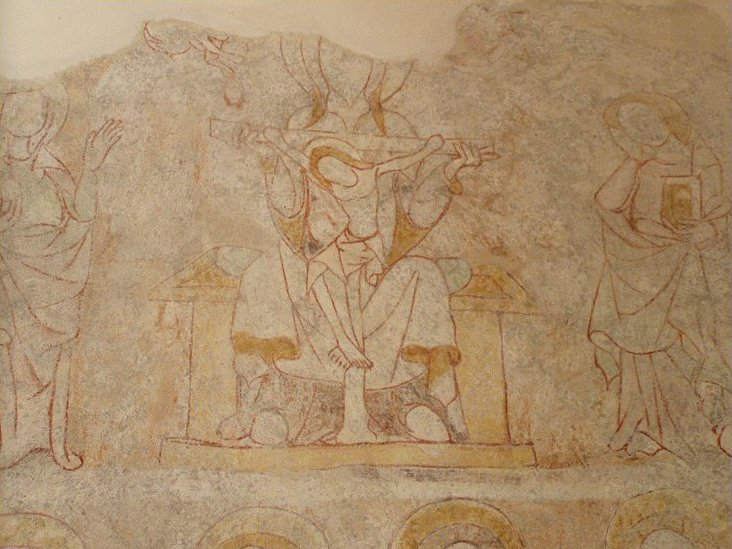
Эстернберг

Бургомистр коммуны — Ирмгард Вирт (АНП) по результатам выборов 2003 года.
Совет представителей коммуны (нем. Gemeinderat) состоит из 25 мест.
- АНП занимает 16 мест.
- АПС занимает 5 мест.
- СДПА занимает 4 места.